# Илдей
Илдей — печенежский хан, перешедший под руку князю Ярополку Святославичу.

## Биография
Илдей был одним из печенежских ханов. В 978 или 979 году перешёл на службу к киевскому князю Ярополку Святославичу, которой принял его и подарил ему земли и место для строительство города. Илдей был одним из приближённых людей к князю Ярополку и пользовался его любовью и уважением. 
После гибели Ярополка в 980 году в результате междоусобной войны с братом Владимиром дальнейшая его судьба неизвестна. 